# Sopkovce
Sopkovce es un municipio del distrito de Humenné en la región de Prešov, Eslovaquia, con una población estimada a final del año 2024 de 96 habitantes.
Se encuentra ubicado al sureste de la región, cerca de los ríos Cirocha y Laborec (cuenca hidrográfica del río Tisza) y de la frontera con la región de Košice.

## Demografía
| Año        | 1994 | 2004     | 2014     | 2024     |
| ---------- | ---- | -------- | -------- | -------- |
| Población  | 143  | 127      | 110      | 96       |
| Diferencia |      | −11,18 % | −13,38 % | −12,72 % |

| Año        | 2023 | 2024    |
| ---------- | ---- | ------- |
| Población  | 99   | 96      |
| Diferencia |      | −3,03 % |